# EVE Burst Error
EVE Burst Error (イブ・バースト・エラー?, Ibu Bāsuto Erā) è un videogioco d'avventura sviluppato dalla C's Ware nel 1995 ed originariamente pubblicato per NEC PC-9801. Negli anni successivi, il titolo è stato convertito per varie console ed home computer. Il 24 gennaio 1997 EVE Burst Error è stato doppiato e pubblicato per Sega Saturn; il 30 maggio 1997 per Microsoft Windows; il 24 luglio 2003 per PlayStation 2 con il titolo EVE Burst Error Plus (イヴ・バーストエラー・プラス?, Ivu Bāsuto Erā Purasu) e il 25 marzo 2010 per PlayStation Portable con il titolo Burst Error: Eve the First (バーストエラー イブ・ザ・ファースト?, Bāsuto Erā Ibu za Fāsuto).
Il videogioco è una visual novel in cui il giocatore controlla due personaggi: l'investigatore privato giapponese Kojiro Amagi e l'agente internazionale Marina Hojo. Il primo sta indagando sul furto di un prezioso quadro del signor Ko, direttore di una prestigiosa scuola, mentre la seconda è la guardia del corpo di Mayako, la figlia di Ko. Le storie dei due personaggi si incroceranno ed i due si troveranno spesso a collaborare. Il videogioco è considerato hentai per il suo contenuto erotico, benché a differenza di videogiochi simili, non sono presenti scene di sesso esplicito.